# National Soccer League
National Soccer League (w skrócie NSL) – najwyższa klasa rozgrywkowa w piłce nożnej w Australii w latach 1977–2004, organizowana i zarządzana przez Australian Soccer Association (ASA, Soccer Australia). Łącznie rozegrano 28 sezonów w których to uczestniczyło 41 zespołów z Australii i 1 z Nowej Zelandii. Najwięcej razy po tytuł mistrzowski (aż czterokrotnie) sięgały drużyny: Marconi Stallions, South Melbourne FC i Sydney City. Od 1984 roku o tytule mistrzowskim decydowały rozgrywki Grand Final (w 1987 się nie odbyły). W 2005 roku NSL została zastąpiona przez A-League.

## Historia

### Początki
Piłkarska liga National Soccer League (NSL) została założona w 1977 roku i były to pierwsze rozgrywki o charakterze krajowym w jakiejkolwiek dyscyplinie sportowej w Australii. Przed powstaniem NSL w latach 1962 – 1968, organizowany był puchar Australia Cup, pierwsze rozgrywki w których brały udział drużyny z różnych stanów. Uczestniczyły w nim drużyny m.in. ze stanów Nowa Południowa Walia i Wiktoria. Pierwsze plany nt. utworzenie rozgrywek krajowych pojawiły się na przełomie lat 60. i 70. XX wieku, jednak w tym czasie federacje stanowe bały się utracenia władzy na rzecz rozgrywek krajowych organizowanych przez Australian Soccer Association. Jednocześnie same kluby piłkarskie uznały, że rozgrywki takiego typu będą nieekonomiczne. Awans Reprezentacji Australii na Mistrzostwa Świata w 1974 roku przyczynił się do różnych dyskusji w latach 1975 – 1976, których efektem było utworzenia 14 zespołowej ligi krajowej w 1977 roku. Przejście z lig stanowych do ligi krajowej nie przebiegało gładko. Federacja stanu Wiktoria – Victorian Soccer Federation, była niechętnie nastawiona do udziału dużych klubów z tego stanu w lidze krajowej. Przystąpienie mało znanego klubu Mooroolbark Soccer Club, z zachodnich przedmieść Melbourne spowodowało jednocześnie przełamaniem niechęci i przystąpieniem trzech kolejnych wiktoriańskich klubów do National Soccer League.

### Dominacja Sydney 1977–1983
W pierwszych siedmiu sezonach NSL liga została zdominowana przez zespoły z Sydney, które w tym okresie aż sześciokrotnie zdobywały tytuł mistrza Australii. Czterokrotnie po tytuł mistrza Australii w tym czasie sięgała drużyna Sydney City, jedynie w sezonie 1978 zespołowi West Adelaide udało się wywalczyć mistrzostwo kraju jako jedynemu zespołowi spoza Sydney. W tym okresie liga rozgrywana była systemem kołowym, mistrzem, kraju zostawała drużyn, która w danym sezonie zdobyła najwięcej punktów.

### Konferencja Północna i Południowa 1984–1986
W sezonie 1984 przeprowadzono reformę rozgrywek, która spowodowała, że w lidze występowały 24 zespoły, które były podzielona na dwie 12 zespołowe konferencje: północną i południową. Reformy spowodowane były zmniejszaniem się liczby frekwencji na meczach ligowych. W Konferencji Północnej występowały drużyny z Nowej Południowej Walii oraz Australijskiego Terytorium Stołecznego, natomiast w Konferencji Południowej występowały kluby ze stanów: Australia Południowa, Queensland i Wiktoria. Od 1984 roku mistrz kraju wyłaniany był po zakończeniu sezonu zasadniczego (oprócz sezonu 1987). Do serii finałowej rozgrywek awansowało 5 najlepszych zespołów z każdej konferencji, a mistrzostwo kraju zdobywało się w finale rozgrywek tzw. Grand Final. System z podzielam na dwie Konferencje przetrwał do sezonu 1986, po jego zakończeniu wycofano, aż 10 zespołów. Kryteria o decyzji, kto został w lidze, oparte były w głównej mierze na wynikach uzyskanych w lidze w sezonie 1986, jak i na osiągnięciach w lidze w latach wcześniejszych oraz ostatnie kryterium dotyczyło frekwencji danego klubu na meczach. Takie kryteria doprowadziły do sytuacji, że w lidze pozostały zespoły z Melbourne i Sydney oraz ówczesna drużyna mistrza Australii Adelaide City.

### 1987–1989
W sezonie 1987 powrócono do poprzedniej formy rozgrywek i jednocześnie zrezygnowano z serii finałowej. W lidze ponownie występowało 14 zespołów do momentu wycofał się z ligi drużyny Sydney City po zakończeniu 1 kolejki sezonu. Od sezonu 1988 NSL na stałe powróciła do rozgrywania ligi z podziałem na sezon zasadniczy i serie finałową. Sezon 1989 był ostatnim rozgrywanym w systemie wiosna – jesień.

### System jesień – wiosna, 1989/90 – 1998/99
Przyczyną wprowadzenia systemu jesień – wiosna od sezonu 1989–90 był spadek liczby kibiców przychodzących na spotkania NSL. W systemie wiosna – jesień rozgrywane były rozgrywki Australian Football League, National Rugby League oraz zawody rugby union, które są bardziej popularne od piłki nożnej w Australii, jednocześnie zmagania rugbystów można było zobaczyć w bezpłatnej telewizji, jak i usłyszeć podczas transmisji radiowej. Dla tego władze ligi postanowiły przejść na system jesień – wiosna. Zmiany wprowadzone przez władze spowodowały, że NSL musiała rywalizować w tym samym okresie z zyskującymi na popularności rozgrywkami koszykarskimi, krykieta oraz tenisa.
W latach 90. XX wieku w rozgrywkach dominowały drużyny z Melbourne, które łącznie w tym okresie pięciokrotnie zdobywały mistrzostwo kraju (3 razy mistrzostwo zdobyła drużyna South Melbourne FC, oraz dwukrotnie Melbourne Croatia), dwa razy po tytuł mistrzowski sięgnęła drużyny Adelaide City.
W 1996 roku sekretarzem generalnym Australian Soccer Federation został David Hill. Jednym z pierwszych jego rozporządzeń było usunięcie europejskich nacjonalistycznych symboli z herbów klubowych, strojów zawodników, flag klubowych oraz z nazw stadionów. W sierpniu 1996 roku klub Marconi Fairfield został wykluczony z ligi za odmowę usunięcia włoskich elementów ze swojego herbu. Kolejnymi zespołami, które zostały wykluczone z ligi za odmowę pozbycia się europejskich symboli ze swoich herbów stały się drużyny Melbourne Croatia i Sydney Croatia. Sytuacja ta doprowadziła do oburzenia innych zespołów oraz społeczności piłkarskiej. W celu rozwiązania konfliktu między sekretarzem generalnym Davidem Hillem a klubami postanowiono dojść do kompromisu. Zespołom Marconi Fairfield, Melbourne Croatia i Sydney Croatia pozwolono przystąpić do rywalizacji w sezonie 1996–97 pod warunkiem zmodernizowania swoich herbów oraz barw klubowych. Zespoły Melbourne Croatia i Sydney Croatia zmieniły swoje nazwy odpowiednio na Melbourne Knights oraz Sydney United. Pomimo wprowadzony zmian grupy etniczne kibicujące swoim zespołom ignorowały rozporządzenia Australian Soccer Federation i na mecze ligowe przynosiły elementy związane z ich historią i tradycją. Rządy Davida Hilla w związku były krótkotrwale, w wyniku swoich decyzji o eliminacji grup etnicznych w NSL w latach 90. XX wieku, zbudowała się w opozycji do niego grupa przeciwników zarówno w samym związku piłkarskim jak i społeczności piłkarskiej.

### Likwidacja NSL 1999/00–2003/04
W ostatnich pięciu sezonach NSL dominowały drużyny Perth Glory FC i Wollongong Wolves, które dwukrotnie zdobywały mistrzostwo Australii, raz po tytuł sięgnęła drużyna Olympic Sharks.
W 1998 roku Australian Soccer Association podpisała umowę z telewizją Seven Network na transmitowanie spotkań NSL przez okres 10 lat. Seven Network pokazywało mecze ligowe na płatnym kanale C7 Sport. Umowa z telewizją Seven Network doprowadziła do tego, że NSL niemal całkowicie znikła z ekranów co w konsekwencji odbiło się brakiem sponsorów. Sieć Seven Network zerwała umowę z ASA w 2002 roku po tym jak straciła prawa do pokazywania spotkań Australian Football League tym samym zlikwidowała płatny program C7 Sport na którym były pokazywane mecze. Po zakończeniu współpracy z Seven Network, prawa do pokazywania NSL wykupiła telewizja SBS. Brak sponsoringu przyczynił się do pogłębienia problemów finansowych ligi i zlikwidowaniem jej po zakończeniu sezonu 2003–04.
W 2003 roku został opublikowany Report of the Independent Soccer Review Committee (pol. Raport Niezależnej Piłkarskiej Komisji Lustracyjnej, określany również jako Raport Crawforda), który został opracowany przez komisję powołaną przez ówczesnego ministra sportu Roda Kempa i Parlament australijski w celu zbadania niegospodarności w organie zarządzającym australijską piłką ASA. Raport przyczynił się do likwidacji NSL i utworzenia nowych rozgrywek krajowych pod nazwą A-League, które rozgrywane są od 2005 roku.

## Kluby
| Lp                                 | Klub                     | Miasto       | Lata występów w lidze               |
| ---------------------------------- | ------------------------ | ------------ | ----------------------------------- |
| Australia Południowa               |                          |              |                                     |
| 1                                  | Adelaide City            | Adelaide     | 1977 – 2003                         |
| 2                                  | Adelaide United          | Adelaide     | 2003 – 2004                         |
| 3                                  | West Adelaide            | Adelaide     | 1977 – 1986 1989 – 1990 1991 – 1999 |
| Australia Zachodnia                |                          |              |                                     |
| 4                                  | Perth Glory FC           | Perth        | 1996 – 2004                         |
| Australijskie Terytorium Stołeczne |                          |              |                                     |
| 5                                  | Canberra City FC         | Canberra     | 1977 – 1986                         |
| 6                                  | Canberra Cosmos          | Canberra     | 1995 – 2001                         |
| Nowa Południowa Walia              |                          |              |                                     |
| 7                                  | APIA Leichhardt Tigers   | Sydney       | 1979 – 1992                         |
| 8                                  | Blacktown City FC        | Sydney       | 1980 – 1981 1984 – 1986 1989 – 1990 |
| 9                                  | Canterbury-Marrickville  | Sydney       | 1986                                |
| 10                                 | Inter Monaro             | Queanbeyan   | 1985 – 1986                         |
| 11                                 | Marconi Stallions        | Sydney       | 1977 – 2004                         |
| 12                                 | Newcastle Breakers       | Newcastle    | 1991 – 1994 1995 – 2000             |
| 13                                 | Newcastle KB United      | Newcastle    | 1978 – 1983                         |
| 14                                 | Newcastle Rosebud United | Newcastle    | 1984 – 1986                         |
| 15                                 | Newcastle United FC      | Newcastle    | 2000 – 2004                         |
| 16                                 | Northern Spirit FC       | North Sydney | 1998 – 2004                         |
| 17                                 | Parramatta Eagles        | Sydney       | 1984 1989 – 1995                    |
| 18                                 | Parramatta Power         | Sydney       | 1999 – 2004                         |
| 19                                 | Penrith City SC          | Sydney       | 1984 – 1985                         |
| 20                                 | St. George Saints        | Sydney       | 1977 – 1980 1982 – 1991             |
| 21                                 | Sydney City              | Sydney       | 1977 – 1987                         |
| 22                                 | Sydney Olympic           | Sydney       | 1977 – 1979 1981 – 2004             |
| 23                                 | Sydney United            | Sydney       | 1984 – 2004                         |
| 24                                 | Western Suburbs SC       | Sydney       | 1977 – 1978                         |
| 25                                 | Wollongong Macedonia     | Wollongong   | 1990 – 1991                         |
| 26                                 | Wollongong Wolves        | Wollongong   | 1981 – 1986 1988 – 2004             |
| Queensland                         |                          |              |                                     |
| 27                                 | Brisbane City FC         | Brisbane     | 1977 – 1986                         |
| 28                                 | Brisbane Lions           | Brisbane     | 1977 – 1986 1988                    |
| 29                                 | Brisbane Strikers        | Brisbane     | 1991 – 2004                         |
| Wiktoria                           |                          |              |                                     |
| 30                                 | Brunswick Juventus       | Melbourne    | 1984 – 1988 1993 – 1995             |
| 31                                 | Carlton SC               | Melbourne    | 1997 – 2000                         |
| 32                                 | Collingwood Warriors     | Melbourne    | 1996 – 1997                         |
| 33                                 | Footscray JUST           | Melbourne    | 1977 – 1989                         |
| 34                                 | Gippsland Falcons SC     | Morwell      | 1992 – 2001                         |
| 35                                 | Green Gully SC           | Melbourne    | 1984 – 1986                         |
| 36                                 | Heidelberg United        | Melbourne    | 1977 – 1987 1989 1990 – 1995        |
| 37                                 | Melbourne Knights        | Melbourne    | 1984 – 2004                         |
| 38                                 | Mooroolbark Soccer Club  | Melbourne    | 1977                                |
| 39                                 | Preston Lions FC         | Melbourne    | 1981 – 1993                         |
| 40                                 | South Melbourne FC       | Melbourne    | 1977 – 2004                         |
| 41                                 | Sunshine George Cross    | Melbourne    | 1984 – 1991                         |
| Nowa Zelandia                      |                          |              |                                     |
| 42                                 | Football Kingz FC        | Auckland     | 1999 – 2004                         |

## Mistrzowie Australii w NSL
| - 1977: Sydney City - 1978: West Adelaide - 1979: Marconi Stallions - 1980: Sydney City - 1981: Sydney City - 1982: Sydney City - 1983: St George Saints - 1984: South Melbourne - 1985: Brunswick Juventus - 1986: Adelaide City - 1987: APIA Leichhardt Tigers - 1988: Marconi Stallions - 1989: Marconi Stallions - 1990: Sydney Olympic |  | - 1991: South Melbourne - 1992: Adelaide City - 1993: Marconi Stallions - 1994: Adelaide City - 1995: Melbourne Knights - 1996: Melbourne Knights - 1997: Brisbane Strikers - 1998: South Melbourne - 1999: South Melbourne - 2000: Wollongong Wolves - 2001: Wollongong Wolves - 2002: Sydney Olympic - 2003: Perth Glory - 2004: Perth Glory |